# CEATL
Der CEATL (Conseil Européen des Associations de Traducteurs Littéraires – Dachverband der Literaturübersetzer Europas) ist ein internationaler Verband ohne Gewinnerzielungsabsicht, der sich für die literarische Übersetzung und die literarischen Übersetzer einsetzt und der belgischem Gesetz unterliegt. Die Mitglieder des CEATL sind Literaturübersetzerverbände aus verschiedenen Ländern Europas.

## Geschichte
Bei den Assises de la traduction littéraire 1987 in Arles fand ein erstes informelles Treffen von Übersetzern statt, welche die Idee hatten, einen europäischen Verband zu gründen.
Erst 1991 auf der Insel Procida wurde der CEATL offiziell als Internationale Vereinigung ohne Gewinnerzielungsabsicht (IVoG / IVZW / AISBL) nach belgischem Recht gegründet. Die Gründungsländer waren Belgien, Deutschland, Frankreich, Griechenland, Italien, die Niederlande, Österreich, die Schweiz und Spanien.
Mitglieder sind 35 Verbände aus 29 Ländern Europas sowie rund 10'000 einzelne Autoren. In den letzten Jahren schlossen sich ihm fast sämtliche Verbände des ehemaligen Ostblocks sowie die Türkei an.

## Ziele
Der Verband verfolgt zwei verschiedene Ziele, ein internes und ein externes.
Intern sammelt er Informationen über die Situation der literarischen Übersetzung sowie der literarischen Übersetzer in den Mitgliedsstaaten und -regionen und orientiert über Erfahrungen und Best-Practice-Beispiele, die in diesen Ländern beobachtet werden.
Extern setzt sich der Verband für die gesetzlichen, sozialen und wirtschaftlichen Belange der literarischen Übersetzer im europäischen Kontext ein. Er betreibt auch Lobbying bei der EU und informiert über mögliche Reaktionen der Öffentlichkeit auf Veranstaltungen oder Tendenzen, die sich auf diesen Beruf oder die Qualität der literarischen Übersetzung auswirken. Individuell hilft er den Mitgliedsverbänden, die Position der literarischen Übersetzer in ihrem Land zu stärken.

## Mitgliedsländer und -regionen
- Baskenland
- Belgien
- Bosnien und Herzegowina
- Bulgarien
- Dänemark
- Deutschland
- Finnland
- Flandern
- Frankreich
- Griechenland
- Irland
- Island
- Italien
- Katalonien
- Kroatien
- Litauen
- Niederlande
- Norwegen
- Österreich
- Polen
- Portugal
- Rumänien
- Schweden
- Schweiz
- Serbien
- Slowakei
- Slowenien
- Spanien
- Tschechische Republik
- Türkei
- Ungarn
- Vereinigtes Königreich